# Horné Otrokovce
Horné Otrokovce este o comună slovacă, aflată în districtul Hlohovec din regiunea Trnava. Localitatea se află la altitudinea de 230 m deasupra n.m., se întinde pe o suprafață de 9,06 km2 și în 2017 număra 866 de locuitori.

## Istoric
Localitatea Horné Otrokovce este atestată documentar din 1113.

## Demografie
| An:                | 1994 | 2004   | 2014   | 2024   |
| ------------------ | ---- | ------ | ------ | ------ |
| Număr de persoane: | 904  | 897    | 865    | 893    |
| Diferență:         |      | −0,77% | −3,56% | +3,23% |

| An:                | 2023 | 2024   |
| ------------------ | ---- | ------ |
| Număr de persoane: | 901  | 893    |
| Diferență:         |      | −0,88% |